# 莱斯利·穆雷
莱斯利·阿伦·穆雷，AO（英語：Leslie Allan Murray，1938年10月17日—2019年4月29日），澳大利亚诗人、文学评论家。
穆雷出生于新南威尔士州納比亞克，1957年进入悉尼大学学习，在校期间他皈依天主教，1969年后开始全职写作。